# Raghuram Rajan

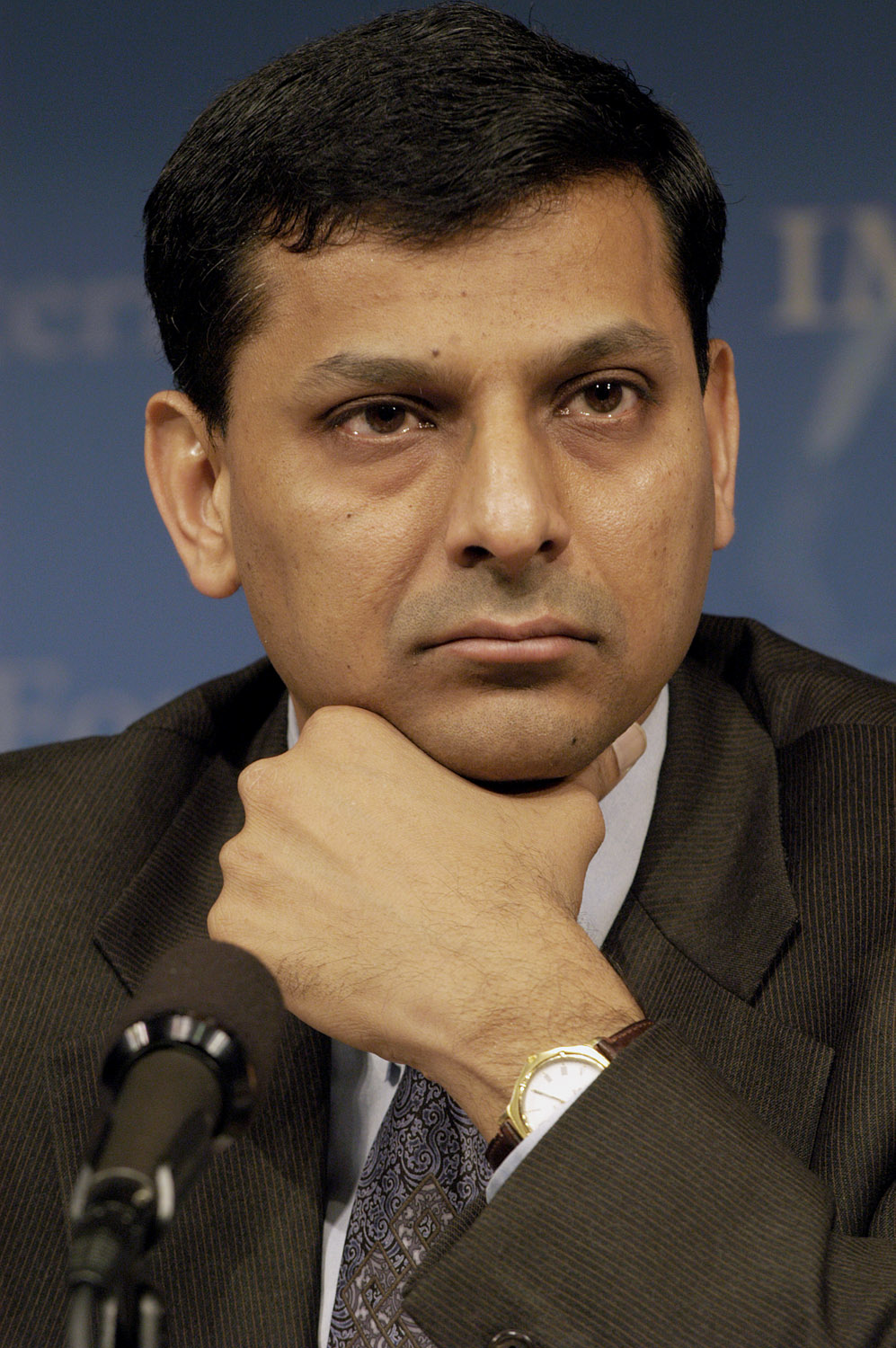
Raghuram Rajan

Raghuram "Raghu" Rajan (Bhopal, 3 februari 1963) is een vooraanstaand Indiaas econoom. Hij is de huidige gouverneur van de Indische centrale bank. Daarnaast is hij hoogleraar aan de universiteit van Chicago, economisch adviseur van de minister-president van India, Manmohan Singh en voormalig hoofdeconoom van het Internationaal Monetair Fonds, een positie die hij van 2003 tot 2007 bekleedde. In India behaalde hij in de jaren 80 de diploma's ingenieur in de elektronica en daarbovenop ook handelswetenschappen. In 1991 behaalde hij een doctoraat in management aan MIT in de Verenigde Staten.
In Chicago werd hem een leerstoel als Eric J. Gleacher Distinguished Service Professor of Finance aangeboden aan de Booth School of Business. Daarnaast is hij gasthoogleraar aan het economiedepartement en de Sloan School of Management van het Massachusetts Institute of Technology, de Kellogg School of Management van de Northwestern-universiteit en de Handelshogeschool van Stockholm. Hij had posities als consultant voor het Indisch ministerie van Financiën, de Wereldbank, de Federal Reserve Board en een Zweedse parlementaire commissie.
Rajan schreef in 2005, bij de viering in ere van het afscheid van Alan Greenspan aan het hoofd van de Federal Reserve, een controversiële paper "Has Financial Development Made the World Riskier?" waarin hij de kredietcrisis van 2007-2008 accuraat voorspelde. Rajan argumenteerde dat het management in de financiële sector aangemoedigd werd

(take) risks that generate severe adverse consequences with small probability but, in return, offer generous compensation the rest of the time. These risks are known as tail risks.[...] But perhaps the most important concern is whether banks will be able to provide liquidity to financial markets so that if the tail risk does materialize, financial positions can be unwound and losses allocated so that the consequences to the real economy are minimized.

De paper werd toen slecht ontvangen en onder meer door Lawrence Summers afgedaan als misleiding.
In 2010 werd hij door het tijdschrift Foreign Policy geïdentificeerd als een van de top global thinkers. Een poll van de The Economist lijstte Rajan als eerste in een rangschikking van economen met belanghebbende ideeën in de postrecessie wereld na 2008.
Met zijn collega van Chicago, Luigi Zingales, is hij auteur van het in 2004 verschenen boek Saving Capitalism from the Capitalists. In 2010 verscheen zijn boek Fault Lines: How Hidden Fractures Still Threaten the World Economy wat laureaat werd van de Financial Times and Goldman Sachs Business Book of the Year Award dat jaar. Hij publiceert in de Journal of Financial Economics, de Journal of Finance en de Oxford Review of Economic Policy.
- Bibsys: 2061708
- Bibliothèque nationale de France: cb13626617v (data)
- Catàleg d'autoritats de noms i títols de Catalunya: 981058517295506706
- CiNii: DA10341664
- Gemeinsame Normdatei: 128432357
- International Standard Name Identifier: 0000 0001 1762 7246
- Library of Congress Control Number: n88299588
- Nationale Bibliotheek van Letland: 000047076
- MusicBrainz: 71e99758-3934-4366-a5ff-83b567f49d9f
- Mathematics Genealogy Project: 222280
- Bibliotheek van het Japanse parlement: 01050300
- Nationale Bibliotheek van Tsjechië: jo20241241345
- Nationale Bibliotheek van Israël: 987007441937405171
- Nederlandse Thesaurus van Auteursnamen: 124514863
- LIBRIS: 382910
- Système universitaire de documentation: 057775753
- Trove: 956551
- Virtual International Authority File: 50279536
- WorldCat: E39PBJdCpDP9hWFQwh9jY8xv73